# Moisés Caicedo
Pour les articles homonymes, voir Caicedo.
Moisés Caicedo, né le 2 novembre 2001 à Santo Domingo en Équateur, est un footballeur international équatorien. Il évolue au poste de milieu défensif au Chelsea FC.

## Biographie

### En club

#### Independiente del Valle
Natif de Santo Domingo en Équateur, Moisés Caicedo est formé par l'Independiente del Valle, qu'il rejoint à l'âge de 13 ans. Il est intégré à l'équipe première en 2019.
En 2020, il participe à la Copa Libertadores. Il inscrit deux buts lors de ce tournoi, contre le club colombien de l'Atlético Junior (victoire 3-0), puis contre l'équipe brésilienne de Flamengo (victoire 5-0).

#### Arrivée à Brighton & Hove
Le 1er février 2021, Moisés Caicedo s'engage en faveur de Brighton & Hove pour un contrat courant jusqu'en juin 2025. Le transfert est estimé à six millions d'euros.

#### Prêt au Beerschot
Le 31 août 2021, il débarque au Beerschot VA où il est prêté pour la saison à venir.

#### Retour à Brighton
Caicedo retour à Brighton à la fin de son prêt au Beerschot VA.
Le 7 mai 2022, Caicedo inscrit son premier but pour Brighton, à l'occasion d'un match de Premier League contre Manchester United. Titularisé, il ouvre le score et participe à la victoire de son équipe par quatre buts à zéro,.

#### Chelsea FC
Sollicité également par Liverpool, Moisés Caicedo rejoint Chelsea FC en août 2023 et s'engage pour huit saisons avec une supplémentaire en option. L'indemnité de transfert est estimée à 133 millions d'euros, un record pour la Premier League.
Le 20 août 2023, Caicedo vit des débuts difficiles pour son premier match avec les Blues. Entré en seconde période d'une rencontre sur la pelouse de West Ham United lors de la deuxième journée de Premier League, il se montre emprunté et provoque un penalty, transformé par l'adversaire et alourdissant le score à 3-1, entérinant la défaite des siens,. Caicedo marque son premier but pour Chelsea le 19 mai 2024, lors de la dernière journée de la saison 2023-2024, face à l'AFC Bournemouth. Titulaire, il ouvre le score sur une frappe lointaine, et contribue ainsi à la victoire de son équipe par deux buts à un.
En 2025, il remporte l'UEFA Conférence League avec Chelsea.
Lors de la même année, il remporte la Coupe du Monde des Clubs.

### En sélection
Le 9 octobre 2020, il honore sa première sélection avec l'équipe nationale d'Équateur face à l'Argentine. Il est titulaire ce jour-là, et son équipe s'incline sur le score de un but à zéro. Quatre jours plus tard il est à nouveau titularisé face à l'Uruguay. Lors de ce match où son équipe s'impose par quatre buts à un, il se fait remarquer en marquant son premier but en sélection. Avec cette réalisation il devient alors, à 18 ans, le premier joueur né au XXIe siècle à marquer lors des qualifications sud-américaines et le plus jeune buteur pour l'Équateur, dépassant ainsi Antonio Valencia.
Le 14 novembre 2022, il est sélectionné par Gustavo Alfaro pour participer à la Coupe du monde 2022.

## Statistiques
| Saison                | Club                    | Championnat           | Championnat | Championnat | Championnat | Coupe nationale | Coupe nationale | Coupe nationale | Coupe de la Ligue | Coupe de la Ligue | Coupe de la Ligue | Compétition(s) continentale(s) | Compétition(s) continentale(s) | Compétition(s) continentale(s) | Compétition(s) continentale(s) | Coupe du monde des clubs | Coupe du monde des clubs | Coupe du monde des clubs | Total | Total | Total |
| Saison                | Club                    | Division              | M.          | B.          | P.d.        | M.              | B.              | P.d.            | M.                | B.                | P.d.              | Comp.                          | M.                             | B.                             | P.d.                           | M.                       | B.                       | P.d.                     | M.    | B.    | P.d.  |
| 2019                  | Independiente del Valle | Serie A               | 3           | 0           | 0           | -               | -               | -               | -                 | -                 | -                 | -                              | -                              | -                              | -                              | -                        | -                        | -                        | 3     | 0     | 0     |
| 2020                  | Independiente del Valle | Serie A               | 22          | 4           | 1           | -               | -               | -               | -                 | -                 | -                 | CL                             | 6                              | 2                              | 1                              | -                        | -                        | -                        | 28    | 6     | 2     |
| Sous-total            | Sous-total              | Sous-total            | 25          | 4           | 1           | -               | -               | -               | -                 | -                 | -                 | -                              | 6                              | 2                              | 1                              | -                        | -                        | -                        | 31    | 6     | 2     |
| 2021-2022             | Beerschot VA (prêt)     | Jupiler Pro League    | 12          | 1           | 1           | 2               | 1               | 0               | -                 | -                 | -                 | -                              | -                              | -                              | -                              | -                        | -                        | -                        | 14    | 2     | 1     |
| 2021-2022             | Brighton & Hove Albion  | Premier League        | 8           | 1           | 1           | 1               | 0               | 0               | 1                 | 0                 | 1                 | -                              | -                              | -                              | -                              | -                        | -                        | -                        | 10    | 1     | 2     |
| 2022-2023             | Brighton & Hove Albion  | Premier League        | 37          | 1           | 1           | 4               | 0               | 0               | 2                 | 0                 | 0                 | -                              | -                              | -                              | -                              | -                        | -                        | -                        | 43    | 1     | 1     |
| Sous-total            | Sous-total              | Sous-total            | 45          | 2           | 2           | 5               | 0               | 0               | 3                 | 0                 | 1                 | -                              | -                              | -                              | -                              | -                        | -                        | -                        | 53    | 2     | 3     |
| 2023-2024             | Chelsea FC              | Premier League        | 35          | 1           | 3           | 6               | 0               | 1               | 7                 | 0                 | 0                 | -                              | -                              | -                              | -                              | -                        | -                        | -                        | 48    | 1     | 4     |
| 2024-2025             | Chelsea FC              | Premier League        | 38          | 1           | 2           | 1               | 0               | 0               | -                 | -                 | -                 | C4                             | 6                              | 1                              | 1                              | 5                        | 0                        | 1                        | 50    | 2     | 4     |
| 2025-2026             | Chelsea FC              | Premier League        | 1           | 0           | 0           | -               | -               | -               | -                 | -                 | -                 | C1                             | -                              | -                              | -                              | -                        | -                        | -                        | 1     | 0     | 0     |
| Sous-total            | Sous-total              | Sous-total            | 74          | 2           | 4           | 7               | 0               | 1               | 7                 | 0                 | 0                 | -                              | 6                              | 1                              | 1                              | 5                        | 0                        | 1                        | 99    | 3     | 7     |
| Total sur la carrière | Total sur la carrière   | Total sur la carrière | 156         | 9           | 8           | 14              | 1               | 1               | 10                | 0                 | 1                 | -                              | 12                             | 3                              | 2                              | 5                        | 0                        | 1                        | 197   | 13    | 13    |

### En sélection nationale
| Saison                | Sélection             | Phases finales        | Phases finales | Phases finales | Phases finales | Éliminatoires CDM | Éliminatoires CDM | Éliminatoires CDM | Matchs amicaux | Matchs amicaux | Matchs amicaux | Total | Total | Total |
| Saison                | Sélection             | Compétition           | M              | B              | Pd             | M                 | B                 | Pd                | M              | B              | Pd             | M     | B     | Pd    |
| --------------------- | --------------------- | --------------------- | -------------- | -------------- | -------------- | ----------------- | ----------------- | ----------------- | -------------- | -------------- | -------------- | ----- | ----- | ----- |
| 2020-2021             | Équateur              | Copa América 2021     | 5              | 0              | 0              | 5                 | 1                 | 3                 | -              | -              | -              | 10    | 1     | 3     |
| 2021-2022             | Équateur              |                       | -              | -              | -              | 10                | 1                 | 1                 | 3              | 0              | 0              | 13    | 1     | 1     |
| 2022-2023             | Équateur              | Coupe du monde 2022   | 3              | 1              | 0              | -                 | -                 | -                 | 6              | 0              | 0              | 9     | 1     | 0     |
| 2023-2024             | Équateur              | Copa América 2024     | 4              | 0              | 1              | 6                 | 0                 | 3                 | 4              | 0              | 1              | 14    | 0     | 5     |
| 2024-2025             | Équateur              | -                     | -              | -              | -              | 9                 | 0                 | 0                 | -              | -              | -              | 9     | 0     | 0     |
| Total sur la carrière | Total sur la carrière | Total sur la carrière | 12             | 1              | 1              | 30                | 2                 | 7                 | 13             | 0              | 1              | 55    | 3     | 9     |

## Palmarès
| Independiente del Valle (1)                | Chelsea FC (2) |
| ------------------------------------------ | --- |
| Copa Sudamericana (1) : - Vainqueur : 2019 | - Coupe de la Ligue : - Finaliste : 2024 - Ligue Conférence (1) : - Vainqueur : 2025 - Coupe du monde des clubs (1) : - Vainqueur : 2025 |